# 短绢毛波罗蜜
短绢毛波罗蜜（学名：Artocarpus petelotii）为桑科波罗蜜属下的一个种。

## 扩展阅读
- 維基物種上的相關：短绢毛波罗蜜